# Ferrari F355
Ferrari F355 — спортивный автомобиль, производившийся Ferrari с мая 1994 по 1999 год. Это эволюция Ferrari 348, он был заменён на Ferrari 360. Упор дизайнеров F355 был направлен на значительное повышение продуктивности модели, а также управляемости в более широком диапазоне скоростей и в различных средах использования (например, в среде низкоскоростного городского трафика)
F355 Spider
Версия 1995 года, обладает полуавтоматической системой складывания мягкой крыши. Версия Spider имеет шестиступенчатую ручную коробку передач. В 1997 году, у Spider появилась коробка F1 в качестве опции.
- Ferrari F355 F1 Berlinetta
- Моторный отсек Berlinetta
- Версия Berlinetta
- Версия Spider
- Версия GTS
- Салон автомобиля с коробкой передач F1
- Версия Challenge

## Технические характеристики
В F355 решены проблемы с трансмиссией, которые преследовали предыдущие модели. Установлен теплообменник охлаждающей жидкости, который при запуске быстрее прогревает масло в коробке передач. Приводная система с приводом от штанги, которая заменяет тросовую систему модели 348, также была добавлена для увеличения точности переключения передач.
Рама представляет собой стальной монокок со стальным трубчатым задним подрамником. В передней и задней подвесках используются независимые рычаги разной длины, газонаполненные телескопические амортизаторы с сервоприводами электронного управления и стабилизаторы поперечной устойчивости. Хотя F355 был оснащен рулевым управлением с усилителем (предназначенным для улучшения управляемости на низких скоростях по сравнению с уходящим Ferrari 348), по специальному заказу можно было заменить усилитель ручной настройкой рулевой рейки. Автомобиль прошел более 1300 часов анализа в аэродинамической трубе. Имеет обтекатель на днище, который создает прижимную силу, когда автомобиль движется с большой скоростью.